# 李大升
李大升，山西猗氏縣人，清朝政治人物。
清顺治三年（1646年）进士，授江南壽州知州。順治十四年（1657年）擔任江南鄉試同考官，因涉丁酉科場案，順治帝下旨即行处绞。